# OGLE-2005-BLG-390L
OGLE-2005-BLG-390L — звезда в созвездии Скорпиона на расстоянии 21 500 световых лет от Земли. Это чрезвычайно тусклый и холодный красный карлик спектрального класса М4. Вокруг звезды обращается, как минимум, одна планета.

## Планетная система
25 января 2006 года на орбите звезды OGLE-2005-BLG-390L была обнаружена экзопланета. Она представляет собой сверхземлю, которая обращается на среднем расстоянии 2,6 а.е. вокруг родительской звезды и совершает полный оборот за 3500 земных дней. Другие орбитальные характеристики планеты на данный момент остаются неизвестными. OGLE-2005-BLG-390L b считается одной из самых маломассивных известных экзопланет (5,5 масс Земли), обращающихся вокруг звезды главной последовательности. Основываясь на малой массе планеты и равновесной температуре около 50 K, предполагается, что планета состоит в основном изо льда. В настоящее время OGLE-2005-BLG-390L b считается самой удалённой планетой от Земли из всех других известных планетных систем.